# Samuel Matete
Samuel Matete (Chingola, 27 luglio 1968) è un ex ostacolista zambiano, specializzato nei 400 metri ostacoli.
È stato il primo campione del mondo di atletica leggera dello Zambia. Tra i protagonisti della specialità dei 400 metri ostacoli degli anni 1990, detiene con 47"10 il primato africano della specialità.

## Biografia
Samuel Matete fece il suo debutto nelle competizioni internazionali di atletica leggera nel 1988. Ai campionati mondiali juniores fu quinto con il tempo di 51"70, mentre ai Giochi olimpici di Seul con 51"06 fu eliminato al primo turno nella batteria vinta da Harald Schmid. Nelle due stagioni successive si migliorò progressivamente, abbassando il primato nazionale zambiano nove volte, e scendendo per la prima volta sotto il limite dei 48 secondi il 7 settembre 1990, quando vinse la finale del IAAF Grand Prix ad Atene con il tempo di 47"91.
Il 1991 fu l'anno migliore della carriera agonistica di Matete. Rimase imbattuto per l'intera stagione, inanellando una striscia di 20 vittorie consecutive, compreso il titolo mondiale ai campionati del mondo di Tokyo. Abbassò ulteriormente il suo personale due volte nel giro di quattro giorni: il 3 agosto al meeting del Principato di Monaco vinse in 47"48, poi il 7 agosto a Zurigo fermò il cronometro a 47"10. Si trattava del nuovo record africano sui 400 m ostacoli, tuttora imbattuto, e dell'allora seconda prestazione mondiale di tutti i tempi, dopo il record del mondo di 47"02 stabilito da Edwin Moses nel 1983. Il 27 agosto Matete vinse la finale dei campionati del mondo in 47"64, davanti al giamaicano Winthrop Graham (47"74) e al britannico Kriss Akabusi (47"86), diventando così il primo atleta zambiano a laurearsi campione del mondo.
L'anno seguente Matete non riuscì a mantenere il predominio sulla specialità. Una tendinite ne limitò le prestazioni nella prima parte della stagione. Si trovò inoltre a dover fronteggiare la concorrenza dell'emergente statunitense Kevin Young. Ai Giochi olimpici di Barcellona, l'evento principale della stagione, Matete fu squalificato in semifinale per invasione di corsia. Fu Young a vincere l'oro olimpico, correndo la finale nel tempo record di 46"78, che rimane tuttora primato mondiale e unica prestazione di tutti i tempi sotto i 47 secondi.
Young continuò a dominare la specialità anche nel 1993. Matete riuscì a batterlo in un paio di meeting, ma nella finale dei mondiali a Stoccarda arrivò secondo, cedendo il titolo di campione del mondo allo statunitense.
Nel 1994, con Young fuori dalle competizioni per un infortunio, Matete vinse la classifica del IAAF Grand Prix dei 400 m ostacoli. Non fu però un dominio incontrastato come due anni prima, perché il campione zambiano trovò un nuovo avversario nello statunitense Derrick Adkins. Per tre stagioni, dal 1994 al 1996, i due ostacolisti rivaleggiarono al vertice della specialità spartendosi quasi equamente le vittorie: su 35 scontri diretti, 18 videro prevalere Adkins e 17 Matete. Nelle competizioni più prestigiose, tuttavia, fu sempre Adkins a vincere. Matete ottenne l'argento, prima ai mondiali del 1995, poi ai Giochi olimpici di Atlanta 1996. Ottenne così per lo Zambia la prima medaglia olimpica in atletica leggera, e la seconda assoluta, dopo il bronzo nel pugilato conquistato da Keith Mwila ai Giochi di Los Angeles 1984.
Nelle stagioni successive Matete continuò a gareggiare, ma le sue prestazioni seguirono una parabola discendente. Ai mondiali del 1997 fu quinto in 48"10. Nel 1998 vinse i campionati continentali africani. L'anno dopo ai mondiali di Siviglia fu eliminato in semifinale. Anche a Sydney 2000, sua quarta olimpiade, non andò oltre le semifinali.
Concluse la carriera agonistica nel 2001, dopo aver mancato il tempo di qualificazione per i mondiali.

## Record nazionali

### Seniores
- 400 metri piani: 44"88 ( Rieti, 9 settembre 1991)
- 400 metri ostacoli: 47"10 ( Zurigo, 7 agosto 1991)
- Staffetta 4×400 metri: 3'08"11 ( Annaba, 1º settembre 1988) (Samuel Matete, Enock Musonda, Douglas Kalembo, Jonathan Chipalo)

## Progressione

### 400 metri ostacoli
| Stagione | Risultato | Luogo        | Data      | Rank. Mond. |
| -------- | --------- | ------------ | --------- | ----------- |
| 2001     | 49"82     | Madrid       | 26-5-2001 | 72º         |
| 2000     | 48"01     | Yokohama     | 9-9-2000  | -           |
| 1999     | 47"91     | Osaka        | 8-5-1999  | 3º          |
| 1998     | 48"08     | Johannesburg | 11-9-1998 | -           |
| 1997     | 47"84     | Monaco       | 16-8-1997 | -           |
| 1996     | 47"78     | Atlanta      | 1-8-1996  | -           |
| 1995     | 47"52     | Bruxelles    | 25-8-1995 | -           |
| 1994     | 47"90     | Monaco       | 2-8-1994  | -           |
| 1993     | 47"60     | Stoccarda    | 19-8-1993 | -           |
| 1992     | 47"91     | Rieti        | 6-9-1992  | -           |
| 1991     | 47"10     | Zurigo       | 7-8-1991  | -           |
| 1990     | 47"91     | Atene        | 7-9-1990  | -           |
| 1989     | 48"67     | Siviglia     | 20-6-1989 | -           |
| 1988     | 50"74     | Annaba       | 1-9-1988  | -           |
| 1987     | 51"48     | -            | -         | -           |

## Palmarès
| Anno | Manifestazione          | Sede       | Evento      | Risultato  | Prestazione | Note |
| ---- | ----------------------- | ---------- | ----------- | ---------- | ----------- | ---- |
| 1988 | Mondiali juniores       | Sudbury    | 400 hs      | 5º         | 51"70       |      |
| 1988 | Giochi olimpici         | Seul       | 400 hs      | Batteria   | 51"06       |      |
| 1988 | Giochi olimpici         | Seul       | 4×400 metri | Batteria   | 3'11"35     |      |
| 1991 | Mondiali                | Tokyo      | 400 hs      | Oro        | 47"64       |      |
| 1992 | Giochi olimpici         | Barcellona | 400 hs      | Semifinale | DSQ         |      |
| 1993 | Mondiali                | Stoccarda  | 400 hs      | Argento    | 47"60       |      |
| 1994 | Giochi del Commonwealth | Victoria   | 400 hs      | Oro        | 48"67       |      |
| 1995 | Mondiali                | Göteborg   | 400 hs      | Argento    | 48"03       |      |
| 1996 | Giochi olimpici         | Atlanta    | 400 hs      | Argento    | 47"78       |      |
| 1997 | Mondiali                | Atene      | 400 hs      | 5º         | 48"11       |      |
| 1998 | Campionati africani     | Dakar      | 400 hs      | Oro        | 48"58       |      |
| 1999 | Mondiali                | Siviglia   | 400 hs      | Semifinale | 49"28       |      |
| 2000 | Giochi olimpici         | Sydney     | 400 hs      | Semifinale | 48"98       |      |

## Altre competizioni internazionali
1992
- Oro in Coppa del mondo ( L'Avana), 400 hs - 48"88

1994
- Oro alle IAAF Grand Prix Final ( Parigi), 400 hs - 48"02

1996
- Bronzo alle IAAF Grand Prix Final ( Milano), 400 hs - 49"36

1997
- Oro alle IAAF Grand Prix Final ( Fukuoka), 400 hs - 48"01

1998
- Bronzo alle IAAF Grand Prix Final ( Mosca), 400 hs - 48"73
- Oro in Coppa del mondo ( Johannesburg), 400 hs - 48"08

2000
- Bronzo alle IAAF Grand Prix Final ( Doha), 400 hs - 48"71